# Bonhams
Bonhams är privatägt brittiskt auktionshus. Det nuvarande företaget bildades 2001 genom en sammanslagning av Bonhams & Brooks och Phillips Son & Neale, båda grundade i början på 1790-talet. Bonhams finns etablerat i över 25 länder världen över. Firman har fokus på områdena vapen, rustningar och klockor.

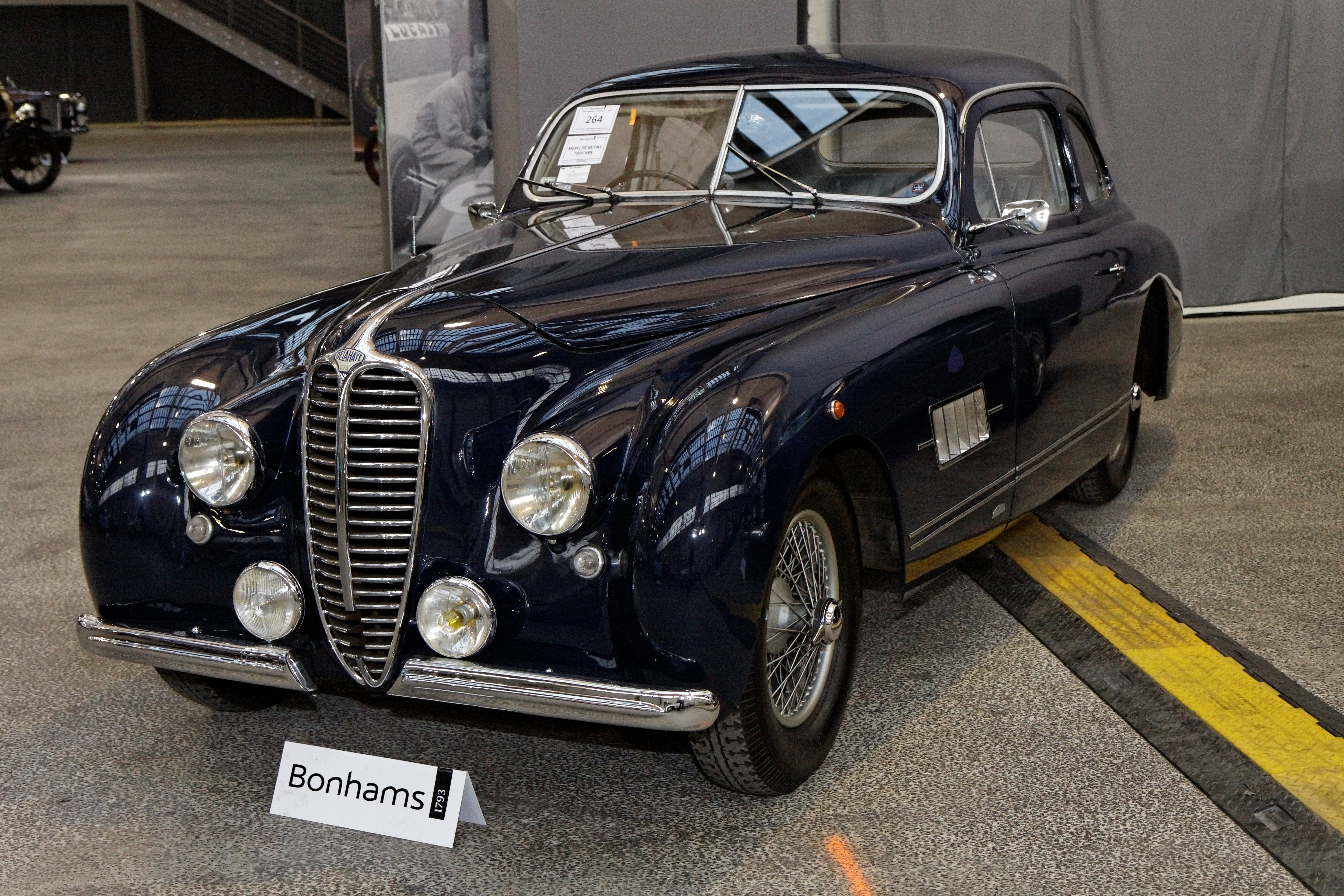
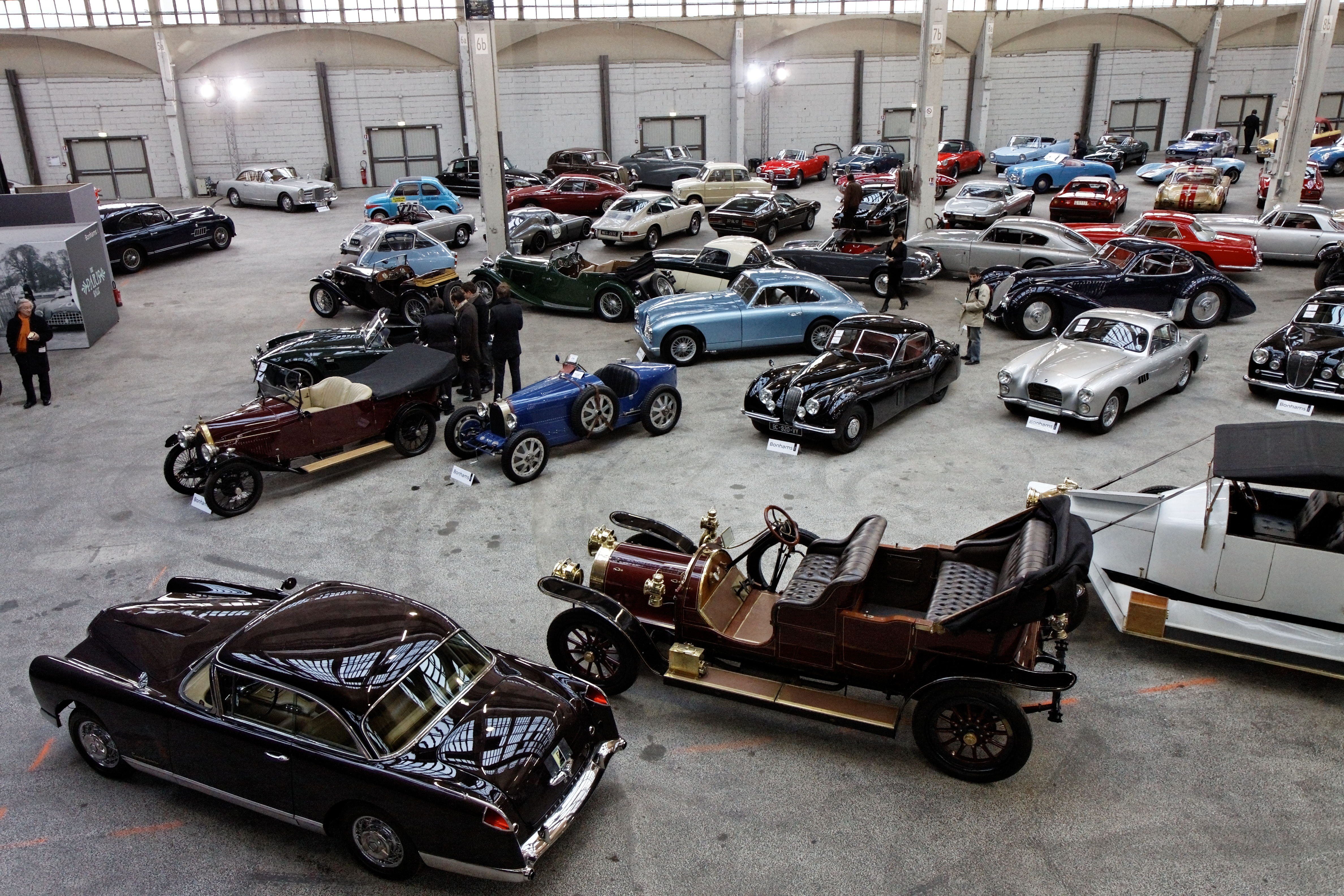
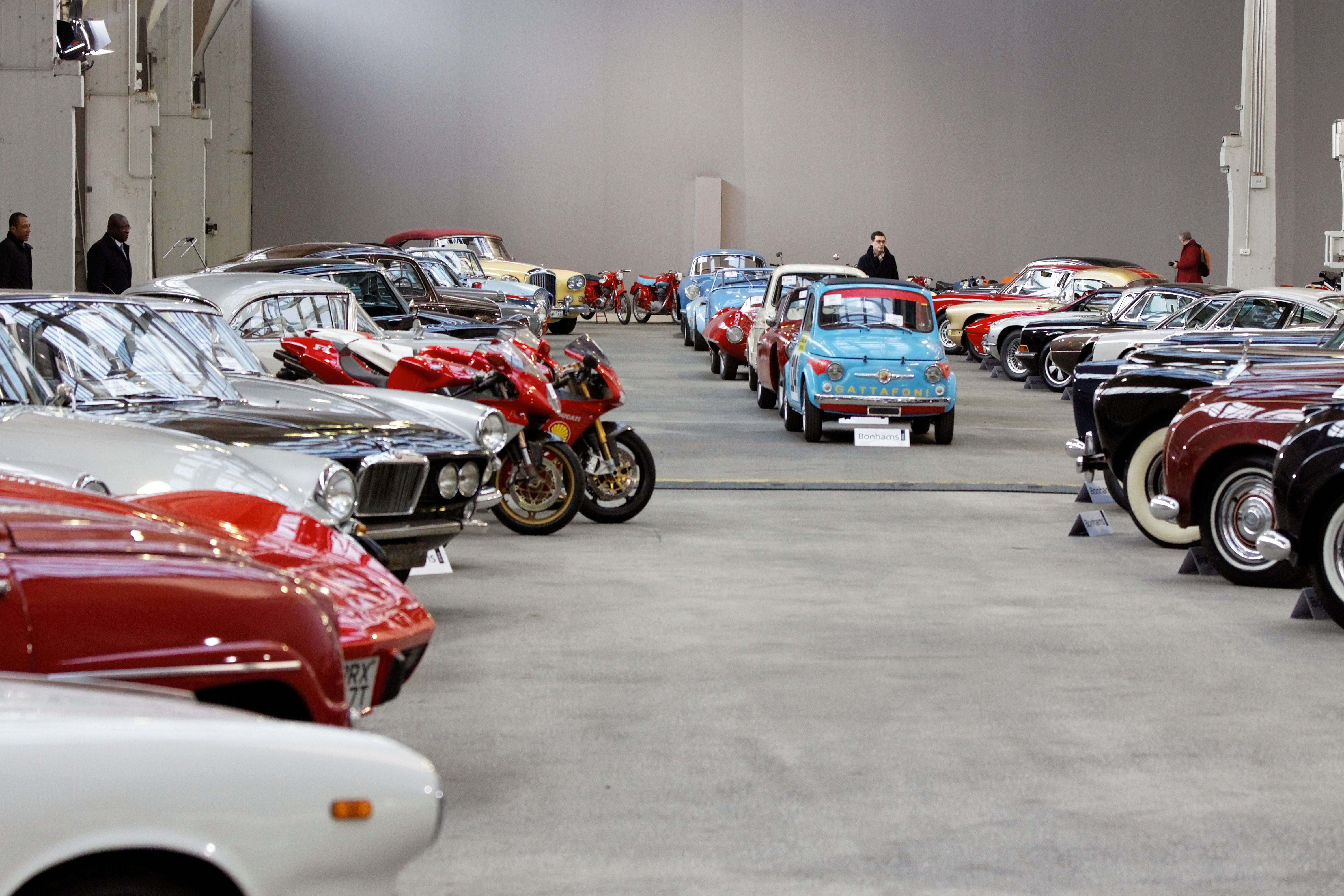